# Иван Гајер
Иван Гајер (Задар, 17. септембар 1909 — Загреб, 6. фебруар 1982) је био југословенски фудбалер и фудбалски тренер.

## Биографија
Почео је да игра 1926. у пионирском тиму загребачког ХАШК-а у којем је играо до 1938, кад је био члан екипе која је освојила првенство Југославије.
Једну сезону је играо и за клуб Слијема вондерерси са Малте. Кад се 1940. вратио у Загреб, био је тренер неколико малих клубова (Личанин, Полицијски, Металац и Месарски). Одмах после рата био је врло активан у тренерској организацији Загреба. Један од оснивача Збора ногометних тренера Хрватске и његов дугогодишњи потпредседник, а од 1956. и председник. Добитник је Специјалне златне плакете и Сребрне лопте фудбалског савеза Југославије.
За репрезентацију Загреба одиграо је 30 утакмица (1931—1939), а боје репрезентације Југославије бранио је у 28 сусрета. Дебитовао је 3. маја 1932. на позицији левог халфа против Португалије (2:3) у Лисабону, а последњу утакмицу одиграо је 30. октобра 1937. против Чехословачке у Прагу.